# Thérapie antisens
La thérapie antisens est une forme de traitement contre les maladies génétiques et les infections. Quand un gène particulier est connu comme responsable d'une maladie particulière, il est possible de synthétiser un brin d'acide nucléique (ADN, ARN, ou un analogue chimique) complémentaire, destiné à se fixer à l'ARN messager (ARNm) du gène lors de son expression. Cela a pour conséquence d'inactiver le gène ou de modifier la protéine correspondante. En effet, l'ARNm doit être sous la forme d'un simple brin pour pouvoir être traduit. Il est également possible d'affecter l'épissage du pré-ARNm, changeant ainsi le contenu en exons de l'ARNm.
Cette séquence d'acides nucléiques de synthèse est appelée oligonucléotides antisens, car sa séquence de paires de bases est complémentaire à celle de l'ARN messager du gène, qui est appelée la séquence sens. Par exemple, un segment d'ARNm de séquence « 5'-AAGGUC-3' » serait bloqué par un ARNm anti-sens de séquence « 3'-UUCCAG-5' ».
Des recherches conduites actuellement visent à traiter par les antisens un grand nombre de pathologies,, telles que les cancers (cancer du poumon, carcinome colorectal, carcinome pancréatique, gliome malin, mélanome), le diabète, la sclérose latérale amyotrophique, la myopathie de Duchenne et des maladies comme l'asthme, l'arthrite et la pouchite qui ont une composante inflammatoire.

## Exemples de thérapies antisens
En 2012, environ 40 antisens et siRNAs étaient en cours d'essais cliniques, dont 20 en phase II ou III,. Plusieurs oligonucléotides antisens ont été approuvés par la FDA et plusieurs pays, notamment pour le traitement de l'amyotrophie spinale et certaines formes de myopathie de Duchenne.

### Rétinite à cytomégalovirus
Le Fomivirsen (commercialisé sous le nom Vitravene) a été approuvé par la FDA en août 1998 pour traiter la rétinite à cytomegalovirus.

### Fièvre hémorragique virale
Début 2006, des scientifiques étudiant la fièvre hémorragique causée par le virus Ébola à l'Institut de recherche médicale de l'armée américaine des maladies infectieuses (United States Army Medical Research Institute of Infectious Diseases USAMRIID) ont annoncé un taux de guérison de 75 % après avoir infecté 4 singes rhésus puis en les traitent avec une séquence Morpholino antisens développée par Sarepta Therapeutics (anciennement AVI BioPharma), une entreprise de biotechnologie américaine. Le taux habituel de mortalité des singes infectés par ce virus est 100%. Fin 2008, AVI BioPharma ont déposé avec succès deux demandes d'autorisation IND (investigational new drug) auprès de la Food and Drug Administration (FDA) pour des médicaments traitant le virus de Marburg et le virus Ébola. Ces médicaments, AVI-6002  et AVI-6003 sont de nouveaux analogue basés sur la technique PMO d'AVI, où l'activité antivirale est augmentée par l'ajout de composés chargés positivement à l'oligomère morpholino. Des essais précliniques de AVI-6002 et AVI-6003 ont montré des taux de survie importants et reproductibles chez le primate non-humain, après inoculation des virus de Marburg et Ebola respectivement.

### Cancer
Également en 2006, des médecins allemands ont réalisé une étude sur l'administration de doses croissantes du composé AP 12009, un oligodésoxynucléotide phosphorothioate antisens spécifique de l'ARNm du facteur de croissance de transformation (TGFβ2) humain chez des patients victimes de gliome de haut grade. Au moment de la publication, la médiane de survie n'avait pas encore été obtenue mais les auteurs ont laissé entendre la possibilité d'un traitement.

### VIH et SIDA
À partir de 2004, des chercheurs américains ont conduit des recherches sur l'utilisation de technologies antisens contre le VIH.
En février 2010 des chercheurs ont déclaré avoir réduit avec succès la charge virale de patients infectés par le VIH en utilisant des lymphocytes T ayant été prélevés, puis traités avec un ARN antisens bloquant l'ARNm de l'enveloppe virale du VIH, et enfin réinjectés au patient.  La thérapie médicamenteuse anti-rétrovirale était interrompue pendant ce nouveau traitement.

### Hypercholestérolémie familiale
En janvier 2013 le mipomersen (commercialisé sous le nom de Kynamro) a été approuvé par la FDA pour traitement de l'hypercholestérolémie familiale homozygote,. En mars 2013, le CHMP a  donné un avis négatif pour l’attribution d'une autorisation de mise sur le marché par l'Agence européenne des médicaments.

### Amyotrophie spinale
Un médicament antisens a été approuvé aux États-Unis pour traiter l'amyotrophie spinale :
- Le nusinersen (Spinraza) qui est un oligonucléotide antisens développé par Ionis Pharmaceuticals dans le cadre d'un accord de licence avec Biogen. En décembre 2016, nusinersen a reçu l'approbation réglementaire de la FDA[16],[17].

### Cholestérol
En janvier 2017, un article publié dans le New England Journal of Medicine a montré qu'il était possible d'abaisser le taux de cholestérol pendant six mois avec une seule injection d'ARN interférents.

### Hypertriglycéridémie
En décembre 2016, le Volanesorsen qui est un traitement antisens pour la prise en charge de l'hypertriglycéridémie (dont notamment le syndrome d'hyperchylomicronémie familial), entrait en phase 3 d'essais cliniques.

### Maladie musculaire de Duchenne
En septembre 2016, l'eteplirsen (exondys51) a reçu l'approbation de la FDA pour le traitement de la dystrophie musculaire de Duchenne.

## Livraison
En raison de la présence de nucléases qui coupent la liaison phosphodiester de l'ADN dans presque chaque cellule, les molécules d'ADN non protégées sont généralement dégradées avant d'atteindre leurs cibles. Les molécules antisens des traitements sont par conséquent généralement modifiées pendant la phase de développement du médicament afin de prévenir l'action des nucléases,. De plus, la plupart des cibles des thérapies antisens sont localisées à l'intérieur même des cellules. Les thérapies doivent donc être capables de franchir les membranes cellulaires. Pour ce faire, la plupart des candidats ont des « squelettes » d'ADN modifiés, des altérations de la nucléobase ou du sucre de nucléotides modifiées. En outre, d'autres molécules peuvent être conjuguées à des molécules antisens afin d'améliorer leur aptitude à cibler certaines cellules ou à traverser des barrières comme les membranes cellulaires ou la barrière hémato-encéphalique.

## Risques
En Suisse, une enfant (petite fille) traitée par un médicament ASO (Antisens oligonucléotidiques) à ARN, personnalisé, contre une forme génétique d'épilepsie est morte à l'âge de 3 ans d'une hydrocéphalie un an après le traitement qui avait d'abord été suivi d'une amélioration de l'état de la patiente) selon le New York Times. Une autre fille a développé une hydrocéphalie après avoir reçu des injections (dans le liquide céphalo-rachidien) du même médicament. Des hydrocéphalies ont aussi été signalées chez des patients recevant des traitements ASO contre d'autres troubles cérébraux, et contre l'atrophie musculaire spinale. Ces cas pourraient indiquer un problème plus large avec l'approche ASO selon la Revue Science (2022).